# Barrancas (La Guajira)
Pour les articles homonymes, voir Barrancas.
Barrancas est une municipalité située dans le département de La Guajira, en Colombie.